# Magna Graecia
Magna Graecia ("Storgrekland", grekiska Megalê Hellas/Μεγάλη Ελλάς ) är det latinska namnet på de områden som koloniserades av grekiska bosättare från 800-talet f.Kr. Magna Graecia omfattade normalt södra Italien, ofta oräknat det grekiska Sicilien.

## Utbredning
Ursprungligen använde romarna namnet Magna Graecia endast om området runt den grekiska kolonin Graia (Γραία), men efterhand vidgades uttryckets omfång. Ibland räknar man inte in Sicilien. Historiska källor som Thukydides, förlägger de första kolonierna runt 740 f.Kr. och framåt till Kyme i Campania och Naxos och Syrakusa på Sicilien. Detta har bekräftats av utgrävningar, vilka dock även visat på en äldre handelsbosättning vid Pithekoussai i Etrurien redan från cirka 800 f.Kr..
Med denna kolonisering kom grekisk kultur att exporteras till Sicilien och Italien. Den smälte under århundradenas lopp samman med den lokala kulturen och den romersk-latinska civilisationen. Orsaken till kolonisationen står att söka i ökad handel, skyddande av handelsrutter och ett demografiskt behov att bli av med ett stigande befolkningsöverskott i ett land som har ont om odlingsbar jord.
Många av de nya städerna blev mycket mäktiga och rika, som Kapuê (Capua), Neapolis (Νεάπολις, Neapel) och Subaris (Σύβαρις, Sybaris).

## Grekiska kolonier
Listningarna nedan är uppräknade efter de moderna italienska regionerna.

### Magna Graecia

#### Basilicata
- Heraclea
- Metapontion, Metapontum - Metaponto
- Siris - Policoro
- Thourioi (Θούριοι) - S.Eufemia

#### Kalabrien
- Hipponion - Vibo Valentia
- Kopia
- Kroton (Κρότων) - Crotone
- Kaulon - Monasterace
- Krimisa - Cirò
- Lagaria - Amendolara
- Lakroi (Λοκροί) eller Lokroi Ephyzephirioi - Locri
- Laos - Marcellina - Santa Maria del Cedro
- Medma - Rosarno
- Metauros - Gioia Tauro
- Pandoria
- Rhegion (Ρήγιον) - Reggio Calabria
- Skylletion - Roccelletta di Borgia
- Sybaris - Sibari
- Temesa - Nocera Terinese?
- Terina - Lamezia Terme

#### Kampanien
- Hyria - Iriano Irpino?
- Kyme - Cumae
- Neapolis - Neapel
- Pithekusai - Ischia
- Posidonia - Paestum
- Elaia - Velia (Novi Velia)

#### Marche
- Ancona - Ankon

#### Apulien
- Arpi - Arpi
- Brentesion - Brindisi
- Kallipolis - Gallipoli
- Kailìa - Ceglie
- Hydrus - Otranto
- Rubi - Ruvo di Puglia
- Taras, Tarentum (Τάρας) - Taranto

#### Sicilien
- Acireale - Acireale
- Akragas (Άκραγας) - Agrigento
- Gela - Gela
- Himera
- Katana - Catania
- Leontinai - Leontini/Lentini
- Megara Hyblaia
- Mylae
- Naxos
- Segesta - Segesta
- Selinus - Selinunte
- Syrakusa (Συρακούσσες) - Siracusa
- Tauromenion - Taormina
- Zankle - Messina

### Övriga Italien
På den italienska halvön fanns det också under samma tid enskilda andra grekiska kolonier eller städer som mer eller mindre tagits över av grekiska bosättare norr om det område som åsatts beteckningen Magna Graecia.
I dagens Abruzzi:
- Hatria - Atri (Adriatiska havet är uppkallat efter denna viktiga grekiska hamnstad)

I dagens Emilia-Romagna:
- Ariminum - Rimini

I dagens Molise:
- Larinum - Larino Vecchio

I dagens Toscana:
- Populonia (grekisk bosättning i en ursprungligen etruskisk stad)

I dagens Umbrien:
- Tuder - Todi

## Griko
Griko kallas ett blandspråk som förenar element från antikens grekiska, bysantinsk grekiska och italienska. En liten grikotalande minoritet blir kvar i Kalabrien, de flesta i Salento.